# Pietro Ostini
Pietro Ostini (né le 27 avril 1775 à Rome et mort le 4 mars 1849 à Naples) est un cardinal italien du XIXe siècle. 

## Biographie
Pietro Ostini exerce plusieurs fonctions au sein de la Curie romaine, notamment auprès de la Congrégation pour la Propaganda Fide et la Congrégation de l'Index. Il est élu archevêque titulaire de Tarse en 1827 et envoyé comme nonce apostolique en Suisse, au Brésil (en) en 1829 et en Autriche (en) en 1832.
Le pape Grégoire XVI le crée cardinal in pectore lors du consistoire du 30 septembre 1831. Sa création est publiée le 11 juillet 1836. Pietro Ostini est élu évêque de Jesi en 1836 et reste à la tête du diocèse jusqu'à 1841. Le cardinal Ostini est préfet de la Congrégation des évêques et de la Congrégation du Concile. Il est camerlingue du Sacré Collège en 1844 et 1845. Pietro Ostini participe au conclave de 1846, lors duquel Pie IX est élu pape. Il meurt d'une maladie provoquée par un coup reçu sur la tête lors d'une visite de l'amiral de la flotte britannique à Naples.

## Succession apostolique
Pietro Ostini a ordonné les évêques suivants :
- Évêque Joseph Anton Salzmann (de) (1829)
- Évêque Mariano Medrano (es) (1830)
- Évêque Ferdinando Girardi, C.M. (1842)
- Évêque Giuseppe Pietro Antonio Palma (it), O.Carm. (1843)
- Évêque Antonio Gava (it) (1843)
- Évêque Domenico Maria Lo Jacono (it), C.R. (1844)
- Archevêque Michele Manzo (it) (1845)
- Archevêque Pietro Luigi Pera (1845)
- Cardinal Domenico Lucciardi (1846)
- Évêque Francesco Mazzuoli (it) (1846)
- Évêque Giuseppe Gennaro Romano (1846)